# Eckhard Martens
Eckhard Martens, född den 12 juni 1951 i Bützow i Tyskland, är en östtysk roddare.
Han tog OS-silver i fyra utan styrman i samband med de olympiska roddtävlingarna 1972 i München.